# Elecciones estatales de Michoacán de 2018
Las elecciones estatales de Michoacán se realizaron el domingo 1 de julio de 2018, simultáneamente con las elecciones federales, y en ellas se renovaron los siguientes cargos de elección popular:
- 40 diputados del Congreso del Estado. De los cuales 24 fueron elegidos por mayoría relativa y 16 por representación proporcional.
- 112 ayuntamientos. Compuestos por un presidente municipal y sus regidores. Electos para un periodo de tres años, no reelegibles para el periodo siguiente.

## Resultados Electorales

### Ayuntamientos

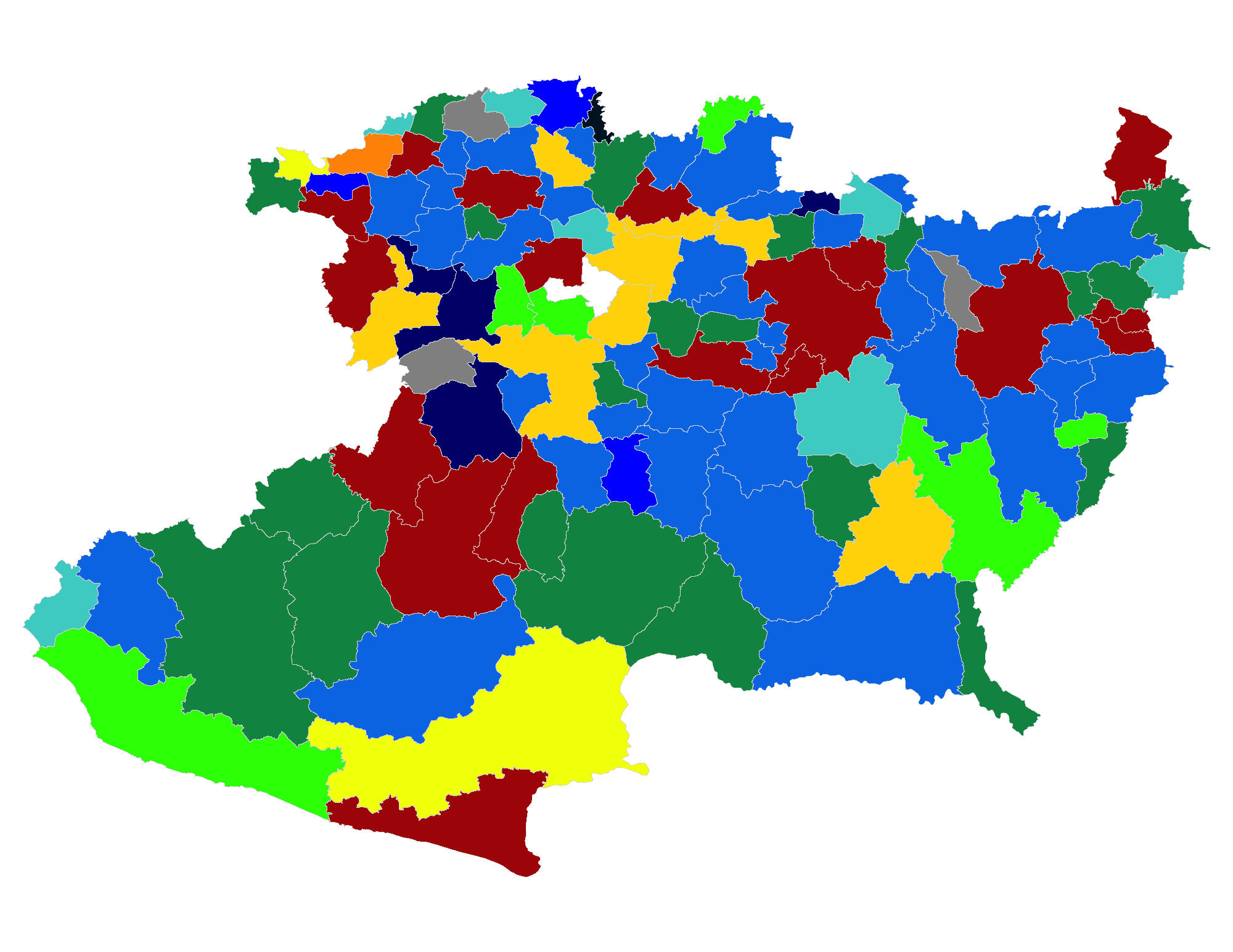
Resultados electorales a nivel municipal

|  | 10.01 % |

|  | 18.52 % |

|  | 16.89 % |

|  | 5.09 % |

|  | 7.45 % |

|  | 3.16 % |

|  | 2.81 % |

|  | 18.29 % |

|  | 3.02 % |

|  | 7.57 % |

|  | 94.61 % |

|  | 5.39 % |

### Congreso del Estado de Michoacán
|  | 25.71 % |

|  | 17.07 % |

|  | 15.04 % |

|  | 12.02 % |

|  | 7.90 % |

|  | 5.58 % |

|  | 3.22 % |

|  | 2.56 % |

|  | 2.38 % |

|  | 2.00 % |

|  | 6.51 % |

|  | 100 % |